# Alindao
Alindao är en ort i Centralafrikanska republiken.   Den ligger i prefekturen Basse-Kotto, i den centrala delen av landet, 300 km öster om huvudstaden Bangui. Alindao ligger 441 meter över havet och antalet invånare är 14 234. Alindao är huvudort i subprefekturen med samma namn.
Terrängen runt Alindao är platt. Det finns inga andra samhällen i närheten. 
I omgivningarna runt Alindao växer huvudsakligen savannskog. Runt Alindao är det glesbefolkat, med 14 invånare per kvadratkilometer.